# NGC 3369
NGC 3369 é uma galáxia elíptica (E-S0) localizada na direcção da constelação de Hydra. Possui uma declinação de -25° 14' 39" e uma ascensão recta de 10 horas, 46 minutos e 44,7 segundos.
A galáxia NGC 3369 foi descoberta em 1886 por Ormond Stone.